# WTA St. Petersburg
Das WTA St. Petersburg ist ein Tennisturnier der WTA Tour, das seit 2016 unter der Bezeichnung St. Petersburg Ladies Trophy in der russischen Metropole St. Petersburg ausgetragen wird. Die Spiele finden in der Sibur Arena und beim Tennis Club Dynamo statt.

## Endspiele

### Einzel
| Jahr                                                  | Siegerin            | Finalgegnerin       | Ergebnis         |
| ----------------------------------------------------- | ------------------- | ------------------- | ---------------- |
| ↓ Kategorie: Tier V ↓                                 |                     |                     |                  |
| 1991                                                  | Larissa Sawtschenko | Barbara Rittner     | 3:6, 6:3, 6:4    |
| von 1992 bis 2015 wurde hier kein Turnier ausgetragen |                     |                     |                  |
| ↓ Kategorie: Premier ↓                                |                     |                     |                  |
| 2016                                                  | Roberta Vinci       | Belinda Bencic      | 6:4, 6:3         |
| 2017                                                  | Kristina Mladenovic | Julija Putinzewa    | 6:2, 6:73, 6:4   |
| 2018                                                  | Petra Kvitová       | Kristina Mladenovic | 6:1, 6:2         |
| 2019                                                  | Kiki Bertens (1)    | Donna Vekić         | 7:62, 6:4        |
| 2020                                                  | Kiki Bertens (2)    | Jelena Rybakina     | 6:1, 6:3         |
| ↓ Kategorie: 500 ↓                                    |                     |                     |                  |
| 2021                                                  | Darja Kassatkina    | Margarita Gasparjan | 6:3, 2:1 Aufgabe |
| 2022                                                  | Anett Kontaveit     | Maria Sakkari       | 5:7, 7:64, 7:5   |

### Doppel
| Jahr                                                  | Siegerinnen                             | Finalgegnerinnen                     | Ergebnis          |
| ----------------------------------------------------- | --------------------------------------- | ------------------------------------ | ----------------- |
| ↓ Kategorie: Tier V ↓                                 |                                         |                                      |                   |
| 1991                                                  | Olena Brjuchowez Natalija Medwedjewa    | Isabelle Demongeot Jo Durie          | 7:5, 6:3          |
| von 1992 bis 2015 wurde hier kein Turnier ausgetragen |                                         |                                      |                   |
| ↓ Kategorie: Premier ↓                                |                                         |                                      |                   |
| 2016                                                  | Martina Hingis Sania Mirza              | Wera Duschewina Barbora Krejčíková   | 6:3, 6:1          |
| 2017                                                  | Jelena Ostapenko Alicja Rosolska        | Darija Jurak Xenia Knoll             | 3:6, 6:2, [10:5]  |
| 2018                                                  | Timea Bacsinszky Wera Swonarjowa        | Alla Kudrjawzewa Katarina Srebotnik  | 2:6, 6:1, [10:3]  |
| 2019                                                  | Margarita Gasparjan Jekaterina Makarowa | Viktória Kužmová Anna Kalinskaja     | 7:5, 7:5          |
| 2020                                                  | Shūko Aoyama Ena Shibahara              | Kaitlyn Christian Alexa Guarachi     | 4:6, 6:0, [10:3]  |
| ↓ Kategorie: 500 ↓                                    |                                         |                                      |                   |
| 2021                                                  | Nadija Kitschenok Raluca Olaru          | Kaitlyn Christian Sabrina Santamaria | 2:6, 6:3, [10:8]  |
| 2022                                                  | Anna Kalinskaja Catherine McNally       | Alicja Rosolska Erin Routliffe       | 6:3, 6:75, [10:4] |